# Elvis Sings Hits from His Movies, Volume 1
Elvis Sings Hits from His Movies, Volume 1 è un album compilation di Elvis Presley pubblicato nel 1972 dalla RCA Camden, una divisione economica sussidiaria della RCA. Principalmente il disco è fatto di brani estratti dalle colonne sonore di quattro film degli anni sessanta di Presley, più due brani presenti solo sull'album della colonna sonora del film Miliardario... ma bagnino che non erano stati inclusi nel film.

## Tracce

### Lato A
1. Down By the Riverside / When The Saints Go Marching In (da Frankie e Johnny)
2. They Remind Me Too Much Of You (da Bionde, rosse, brune...)
3. Confidence (da Miliardario... ma bagnino)
4. Frankie and Johnny (da Frankie e Johnny)
5. Guitar Man (bonus track dall'album Clambake)

### Lato B
1. Long Legged Girl (With The Short Dress On) (da Fermi tutti, cominciamo daccapo!)
2. You Don't Know Me (da Miliardario... ma bagnino)
3. How Would You Like To Be (da Bionde, rosse, brune...)
4. Big Boss Man (bonus track dall'album Clambake)
5. Old MacDonald (da Fermi tutti, cominciamo daccapo!)